# Edgar Melo
Edgar Alexander Melo Carrillo (Cañete, Chile, 18 de octubre de 1987) es un futbolista chileno.

## Trayectoria
Nacido en la ciudad de Cañete, Chile, emigró a la ciudad de Talcahuano para jugar en Huachipato de la Octava Región de Chile, donde debutó. Al no ser utilizado por las formaciones del estratega Fernando Vergara decide emigrar a Deportes Valdivia.
En el club de la Región de Los Ríos su carrera sigue con fantásticos resultados, siendo figura del equipo en 2008.
En 2009 ficha por Deportes Naval, equipo recién ascendido a la Primera división B donde obtiene regularidad, logrando convertirse en uno de los pilares del equipo navalino.
Para la temporada 2013 ficha por el club Deportes Concepción.
Con fecha 22 de septiembre de 2014 se incorpora a Deportes Puerto Montt, para afrontar el torneo de la Segunda División Profesional, renunciando a la institución por diferencias insalvables con el técnico con fecha 20 de marzo de 2015.
El 25 de junio se incorpora a Iberia.

## Clubes
| Club                  | País  | Año       |
| --------------------- | ----- | --------- |
| Huachipato            | Chile | 2002-2008 |
| Deportes Valdivia     | Chile | 2008      |
| Naval de Talcahuano   | Chile | 2009-2012 |
| Deportes Concepción   | Chile | 2013-2014 |
| Deportes Puerto Montt | Chile | 2014-2015 |
| Iberia de Los Ángeles | Chile | 2015-2017 |
| Malleco Unido         | Chile | 2017-2018 |